# Medicament antireumatic modificator al bolii

Metotrexat

Hidroxiclorochină

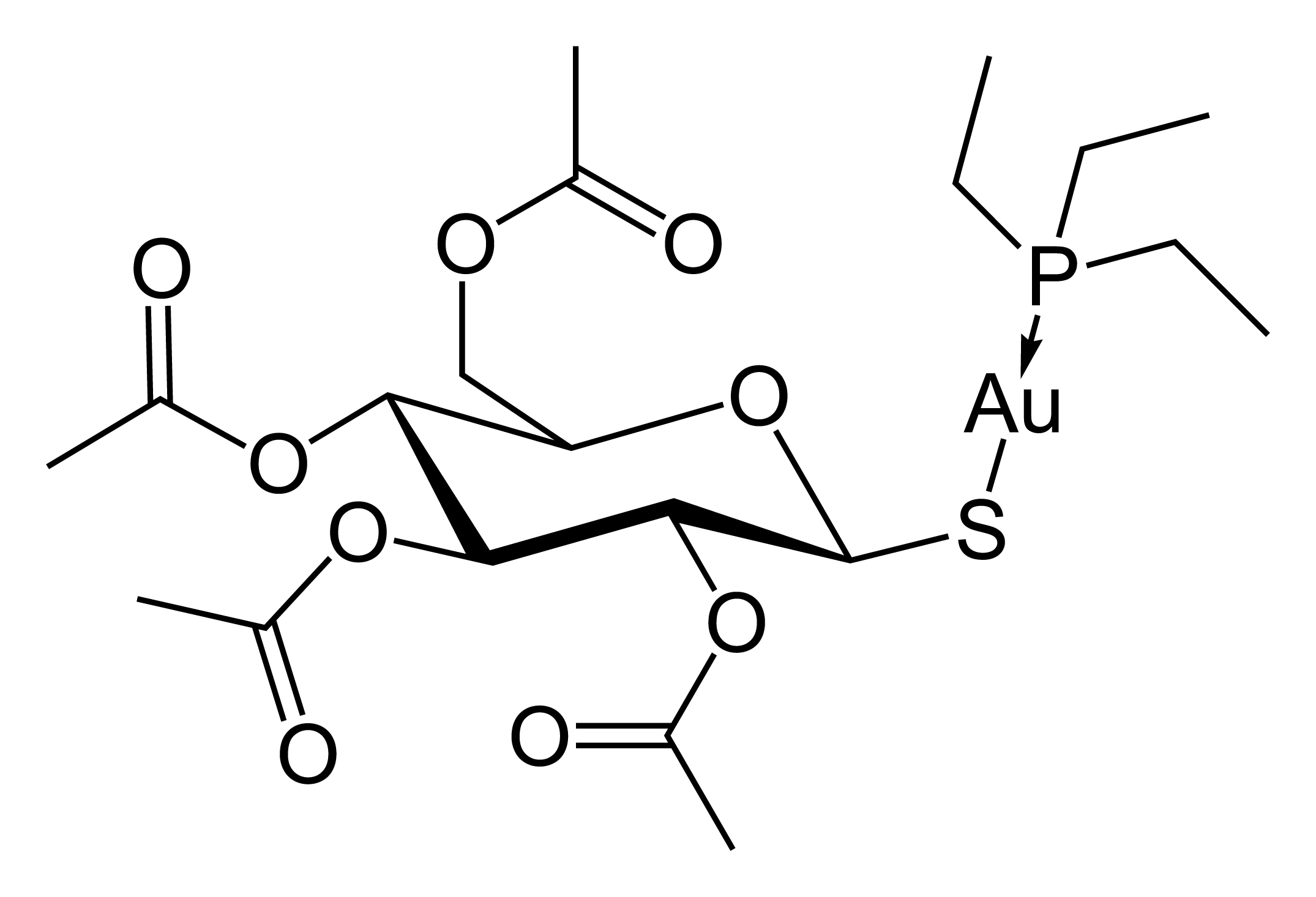
Auranofin, o sare de aur

Sub denumirea de medicamente antireumatice modificatoare ale bolii (DMARD din engleză Disease-modifying antirheumatic drugs) sunt grupate medicamente din grupe variate structurale, care sunt utilizate pentru încetinirea progresiei poliartritei reumatoide. Ele pot fi medicamente clasice sau compuși de natură biologică. Uneori, termenul de antireumatic (sau antireumatice specifice) este utilizat pentru a descrie acești compuși.

## Clasificare
DMARD pot fi clasificate ca:

### Sintetice
- DMARD sintetice convenționale
  - Metotrexat
  - Sulfasalazină
  - Leflunomidă
  - Hidroxiclorochină
  - Săruri de aur
- DMARD sintetice „target”

### Biologice
- Anticorpi monoclonali